# Ngân hàng Triều Tiên (1909–1950)
Ngân hàng Triều Tiên (tiếng Triều Tiên: 조선 은행) hoặc Ngân hàng Chosen (tiếng Nhật: 朝鮮銀行) là ngân hàng trung ương của Triều Tiên thời thuộc Nhật và Hàn Quốc. Ngân hàng phát hành đồng yên Triều Tiên từ năm 1910 đến năm 1945 và won từ năm 1945 đến năm 1950.

## Lịch sử và bối cảnh
Ngân hàng được toàn quyền Triều Tiên thành lập năm 1910 với tên gọi Kankoku Ginkō, thay thế chi nhánh Daiichi Kokuritsu Ginkō tại Triều Tiên (Ngân hàng Quốc gia đầu tiên), thành lập năm 1878. Sau khi Triều Tiên sáp nhập vào Đế quốc Nhật Bản vào năm 1910, ngân hàng được tổ chức lại và tên của nó đã được thay đổi để phản ánh tên chính thức của Triều Tiên.
Ngân hàng này vẫn là một công ty tư nhân với cổ phần thuộc sở hữu của một số ngân hàng và công ty Nhật Bản; tuy nhiên, hội đồng quản trị của nó được Tổng thống Hàn Quốc bổ nhiệm.
Ngân hàng chịu trách nhiệm phát hành tiền tệ tại Triều Tiên, quy định giá trong nước, và dịch vụ thương mại quốc tế với các chi nhánh tại Mãn Châu Quốc, và các cảng chính ở Trung Quốc và Nhật Bản, cũng như tại Luân Đôn và New York.
Ngân hàng đã được giải thể vào năm 1950 và được thay thế bởi Ngân hàng mới thành lập của Triều Tiên.